# 新総曲輪
新総曲輪（しんそうがわ）は、富山県富山市の中心部にある公称町名である。郵便番号は930-0006。

## 地理
富山駅の南方に、北東のとがった四角形に近い町域を持つ。北は内幸町および桜町、東は城址大通りを挟み新桜町、南は松川を挟み富山城址公園のある本丸、西はすずかけ通りを挟み安住町に隣接する。

## 歴史
1902年（明治35年）より神通川の河道変更が行われ、1931年（昭和6年）より富岩運河掘削の発生土を利用して、現在の新総曲輪となる一帯を含めた約32万5千坪が埋め立てられた。1935年には富山県庁舎本館が竣工した。

### 年表
- 1936年 - 河川跡の埋立地に複数の町が成立、新総曲輪はその一つとなる。
- 1965年 - 新総曲輪と新桜町および表町との間で町域の変更があった[6]。

## 小・中学校の学区
市立小・中学校に通う場合、学区は以下の通りとなる。
| 番地 | 小学校             | 中学校             |
| ---- | ------------------ | ------------------ |
| 全域 | 富山市立芝園小学校 | 富山市立芝園中学校 |

## 交通

### 鉄道
すずかけ通りには富山地方鉄道富山軌道線の路面電車が走り、県庁前停留場が最寄りとなる（所在地は安住町）。

### 道路
- 城址大通り
- すずかけ通り

## 施設
中央部を東西に、市役所前交差点から県庁前交差点への西行き一方通行の道が通り、その南に1935年竣工の富山県庁舎（富山県庁・富山県議会）。県庁舎の西側に富山県警察本部、東側に富山県民会館が位置する。通りの北側は、西側に県庁前公園、東側にはNHK富山放送局と富山県農協会館が位置する。

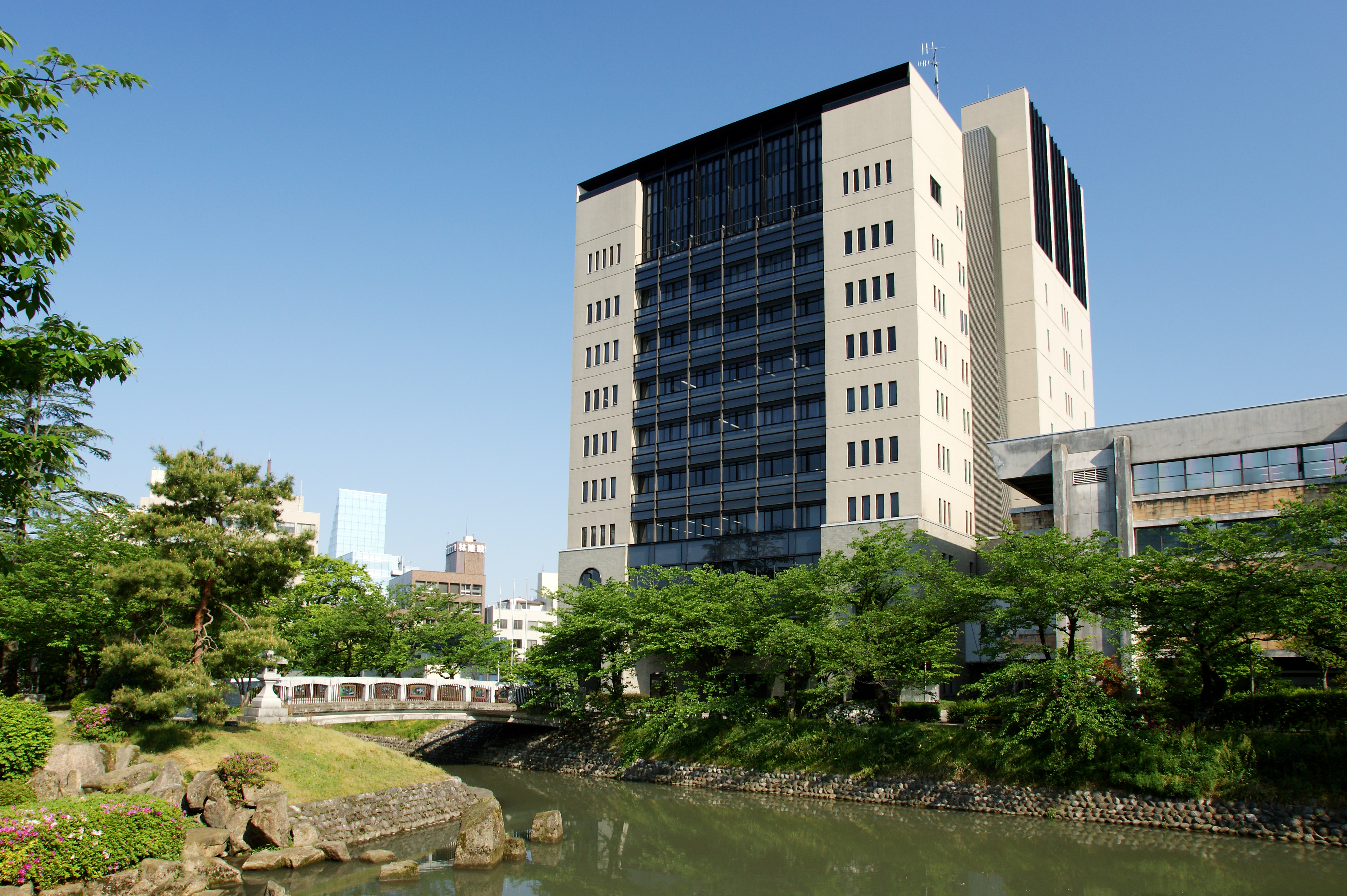
富山県警察本部
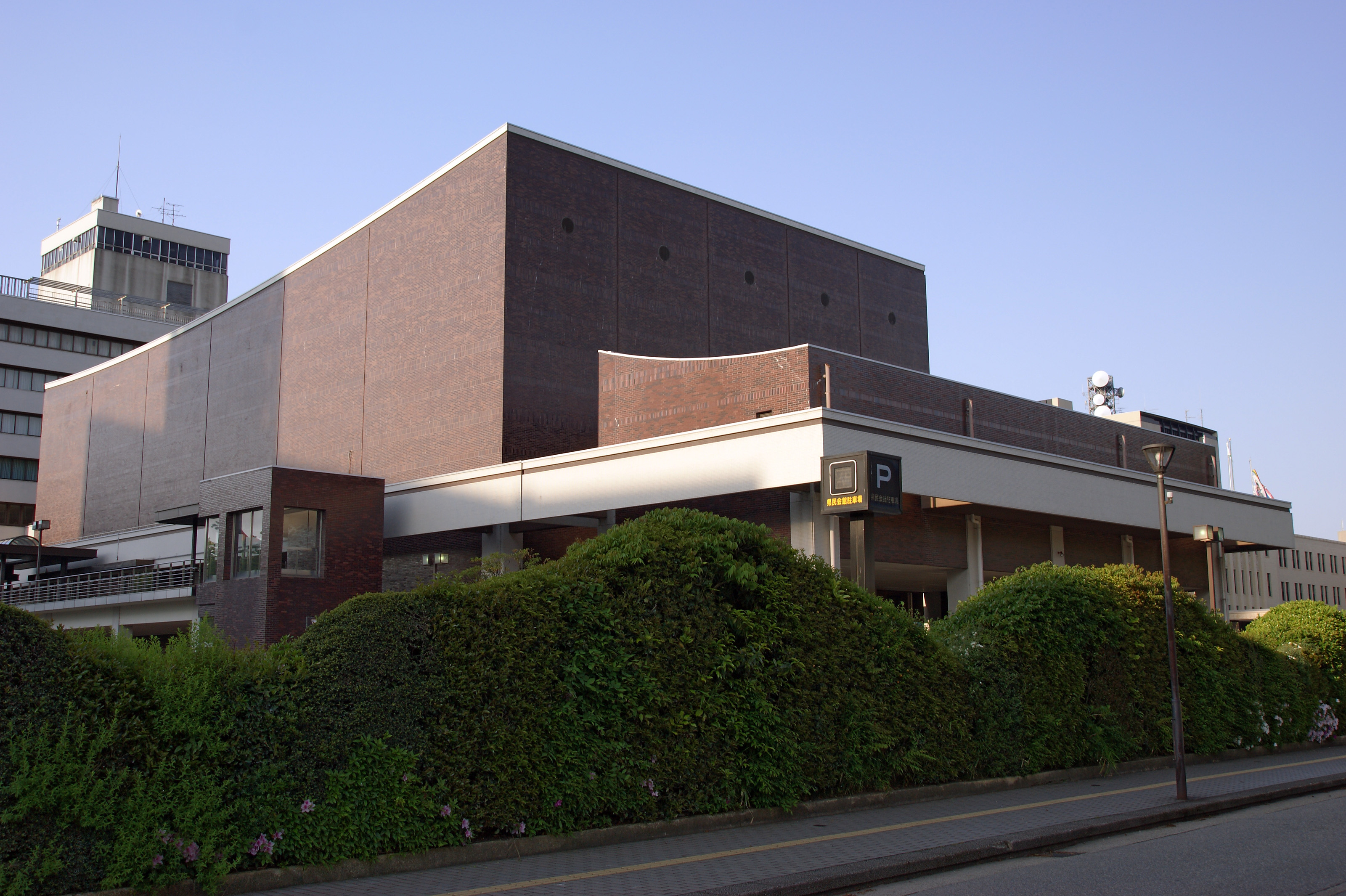
富山県民会館
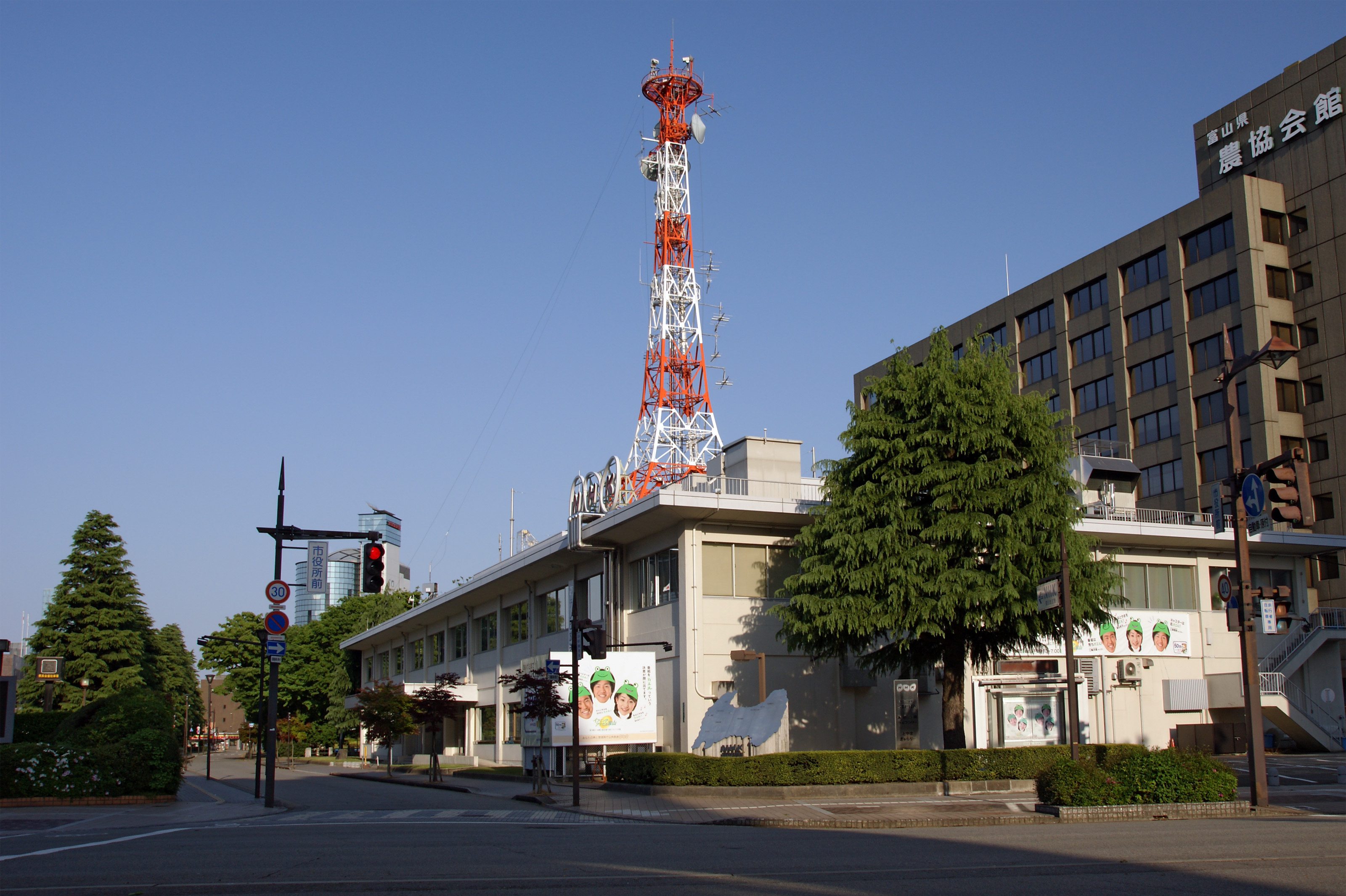
NHK富山放送局と富山県農協会館